# Kjell Tennfjord
Kjell Tennfjord (17 dicembre 1953) è un allenatore di calcio e dirigente sportivo norvegese, attualmente presidente dello Aalesund.

## Carriera
Tennfjord fu allenatore del Fyllingen, nel 1990. Contribuì a far raggiungere al club la finale dell'edizione stagionale della Coppa di Norvegia, persa per 5-1 contro il Rosenborg. Fu poi l'allenatore del Bryne nel biennio successivo, prima di diventare tecnico del Brann nel 1995. Guidò questa formazione al quarto posto del campionato 1996 e al secondo nel campionato 1997. Perse anche la Coppa di Norvegia 1995, sempre per mano del Rosenborg. Lasciò il club dopo aver mancato la vittoria per 11 partite consecutive nel campionato 1998.
Occupò poi posizioni dirigenziali al Brann e successivamente un osservatore calcistico per la società di Erik Solér. Il 1º marzo 2011 fu nominato nuovo presidente dello Aalesund.